# Luzaropsis mjobergi
Luzaropsis mjobergi är en insektsart som beskrevs av Lucien Chopard 1926. Luzaropsis mjobergi ingår i släktet Luzaropsis och familjen syrsor. Inga underarter finns listade i Catalogue of Life.